# Trattato di Gedda
Il trattato di Gedda (in arabo معاهدة جدة‎?), formalmente Trattato tra Sua Maestà e Sua Maestà il Re dell'Hegiaz e del Negid e le sue dipendenze, venne firmato tra il Regno Unito e Ibn Saud. Riconobbe l'indipendenza di Ibn Saud e la sovranità su quello che allora era conosciuto come il Regno dell'Hegiaz e del Neged. Le due regioni vennero unificate nel Regno dell'Arabia Saudita nel 1932. In cambio, Ibn Saud accettò di impedire alle sue forze di attaccare e molestare i vicini protettorati britannici.
Il trattato sostituì il trattato di Darin (1915).
Venne pubblicato in Treaty Series n. 25 (1927), Command 2951 ed è stato leggermente modificato da due ulteriori scambi di note nel 1936 (Treaty Series No. 10 (1937) Command 5380) e nel 1943 (Treaty Series No. 13 (1947), Command 7064).